# Костёл Посещения Пресвятой Девой Марией Св. Елизаветы (Фащевка)
Костёл Посещения Пресвятой Девой Марией Св. Елизаветы — бывший римско-католический сакральный комплекс, располагавшийся в агрогородке Фащевка Шкловского района Могилевской области Республики Беларусь.
До недавнего времени не было известно, что изначально деревня называлась Черница, а название Фащевка или Хващевка окончательно закрепилось только во второй половине XVII века. Вследствие этого ранняя история костёла и прихода долгое время оставалась малоизученной, содержала ошибки и нестыковки.
Особо почиталась местными верующими известная с первой половины XVII века икона Девы Марии Фащевской, считавшаяся чудотворной.
Фащевский костёл был одним из первых в Беларуси, где в начале XX века начали произносить проповеди на белорусском языке.

## История

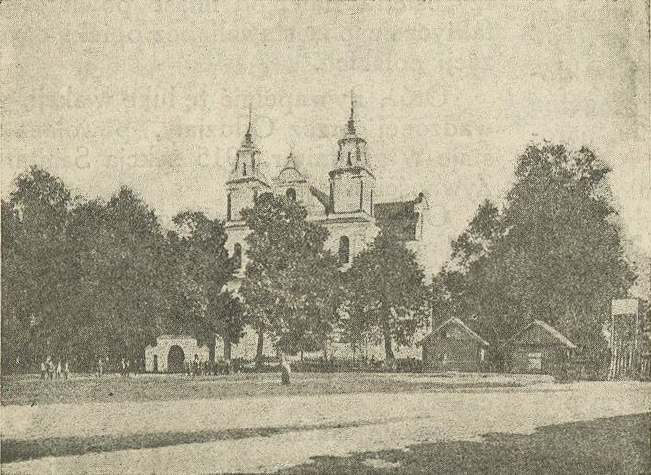
Фото костёла в Фащевке из публикации 1917 г.

В 1604 году деревня Черница над ручьём Черницей впервые упоминается в Плещицком войтовстве Могилёвской экономии.
5 ноября 1611 года король Речи Посполитой Сигизмунд III Ваза для основания иезуитского коллегиума и школ в Орше даровал участок в городе и 200 волок земли с подданными в Могилевской экономии. В следующем, 1612 году, представители короля и виленского епископа вместе с администрацией Могилёвской экономии выделили и передали оршанским иезуитам деревни Черница (сейчас Фащевка), Княжичка (сейчас Княжицы), Кривель, Чемоданы (сейчас Старые Чемоданы) и Челна (сейчас Саськовка).
Точно неизвестно когда оршанские иезуиты предприняли первые попытки окатоличивания местных православных крестьян, но по косвенным свидетельствам допускается существование здесь католической часовни уже в 1630-х годах. Первые известные упоминания о присутствии в Чернице католиков связаны почитанием иконы Девы Марии, считавшейся чудотворной.
В 1634 году король Речи Посполитой Владислав IV Ваза пожаловал оршанским иезуитам на содержание бурсы музыкантов соседнюю деревню Дубровка. Историк ордена иезуитов  о. Станислав Заленский сообщает, что русины Дубровки упорно придерживались православия. Иезуиты не запрещали им посещать православную церковь, но заставляли слушать проповеди в католическом костёле. Жителям Дубровки не нравилось такое требование, поэтому они просили о присоединении своей деревни обратно к королевским владениям, где такого принуждения не было, но безрезультатно. Во время особенно суровой зимы 1642 года иезуиты доставляли крестьянам еду и давали приют детям, что склонило упорствующих к обращению в католичество.
Исследователь истории костёла А. В. Красовский полагает, что эта информация косвенно свидетельствуют о существовании в то время католической общины в Чернице, т.к. значительное расстояние до ближайших костёлов в Шклове и Могилёве едва ли позволило бы крестьянам регулярно слушать там проповеди. По мнению А.В. Красовского тот факт, что иезуитские источники упоминают о сопротивлении окатоличиванию только жителей Дубровки говорит о том, что крестьяне остальных деревень (Черница, Кривель, Княжичка, Челна, Чемоданы) или к тому времени уже приняли католичество, или хотя бы не оказывали серьёзного сопротивления прозелетизму иезуитов.
По неподтверждённым сведениям часовня была сожжена казаками в 1655 году во время войны Российского царства с Речью Посполитой (1654—1667). Информация об этом содержится только в сокращённой редакции исследования иезуитского историка о. Станислава Заленского, а в полной версии она отсутствует.
В 1668 году в Чернице был построен новый костёл, а с 1669 года началось ведение метрических книг.
В 1692 году построен новый большой деревянный костёл.
В 1708 году во время Северной войны (1700—1721) костёл ограбили российские войска. Солдаты забрали костельное серебро, священнические одежды и даже восковые свечи.
В 1737 году началась закладка фундаментов под новый каменный костёл. Угловой камень был заложен 9 июля 1738 года. Строительством в 1738—1739 годах руководил иезуит Ежи Шик (нем. Schick, Schyck, пол. Jerzy Szyk), который умер 6 июня 1739 года от удара молнии во время работы на строительных лесах при костёле. В 1747—1757 годах строительством руководил иезуит Бенедикт Мёзмер (нем.  Mösmer, пол. Benedykt Mezmer). Новый костёл освятили 7 сентября 1754 года, но уже в 1757 году разрушились недавно возведённые каменные музыкальные хоры. В иезуитской хронике записано, что это случилось по вине архитектора, но его фамилия не приводится.
В 1768 году костёл освятил епископ-суффраган белорусский Феликс Товянский (вспомогательный епископ Виленского диоцеза для Беларуси).
В XVIII веке фащевский храм имел статус филиального костёла в Оршанском приходе. В 1776 году епископ Станислав Богуш-Сестренцевич совершил пастырскую визитацию костёла, во время которой учредил отдельный фащевский приход. Епископ назначил куратом иезуита о. Доминика Бжезинского (пол. Dominik Brzeziński) и отдал ему заверенный своей печатью инвентарь костёла. Такое назначение противоречило правилам ордена, поэтому вице-провинциал о. Станислав Черневич отозвал о. Бжезинского в Оршу и от своего имени прислал в Фащевку администратора.
Иезуиты обслуживали фащевский приход до 1820 года, когда власти запретили деятельность Общества Иисуса на территории Российской империи. В костёле обычно работало два священника-иезуита из Оршанского колегиума.

### Ликвидация прихода
С 1929 года Советское государство перешло к открытой борьбе с религиозными организациями и репрессиям против верующих.
Уже 1 апреля 1930 года на страницах виленской газеты «Дзенник виленьски» (пол. Dziennik Wileński ) было напечатано письмо из СССР о преследованиях религиозных организаций и духовенства, в котором упоминаются чрезмерные налоги, установленные властями для католической общины в Фащавке:

 А теперь еще одно замечание о налогах, которые должны платить верующие. Раньше за небольшую часовню в Фащавке католики платили 78 рублей (40 долларов) в год, в этом году советские власти увеличили этот налог до 1818 рублей. Эта сумма превышает материальную ценность весьма скромной часовенки
Оригинальный текст (пол.)A teraz jeszcze jedna uwaga, jak wyglądają podatki, którą muszą płacić wierni. W Faszczówce katolicy płacili dotychczas 78 rubli (40 dolarów) rocznie za małą kapliczkę.W tym roku władze sowieckie powiększyły ów podatek do 1818 rubli. Suma ta przewyższa wartość materjalną bardzo skromnej kapliczki

Возможно, речь идёт об одной из часовен, существовавших в фащевском приходе в деревнях Корзеево (Кордзеево) и Углы современного Дрибинского района Могилёвской области. Удалось ли католикам сохранить за собой часовню после 23-кратного повышения налогов, неизвестно.
О возрастании напряжения между приходом и властью свидетельствует также краткое упоминание о Фащевке в июне 1930 года на страницах антирелигиозного журнала «Союза воинствующих безбожников», где фащевский ксёндз обвиняется в противодействии мероприятиям советской власти по коллективизации:

 В деревне Фащевка (БССР) активную контрреволюционную работу проводит местный ксендз. Он несколько раз срывал набатом сходы по коллективизации, уговаривал крестьян продавать скот и угрожал вступающим в колхозы поджогами и «божьей карой».

Трудно точно определить, о ком идёт речь, поскольку о. Альбин Шацилло (1887—1937), возглавлявший приход с 1924 года, был арестован в августе 1929 года, хотя есть сведения, что на момент ареста он уже был настоятелем в Койданове. С осени 1926 года в Фащевке жил шкловский администратор о. Пётр Янукович (1863—1937), которого другие источники в этот период называют фащевским настоятелем, но в епархиальном справочнике 1928 года он упоминается уже в приходе св. Франциска в Ленинграде. Кто управлял приходом до 1933 года, неизвестно. С конца 1933 или с 1934 года фащевский приход, вероятнее всего, вновь обслуживал шкловский настоятель Пётр Янукович.

Белорусский историк И. А. Пушкин утверждает, что в то время фащевский костёл еще играл значительную роль в религиозной жизни местного и окрестного населения. На религиозные праздники собиралось большое количество людей из Шкловского, Могилёвского, Дрибинского, Горецкого и Оршанского районов. Ссылаясь на докладную записку Шкловского районного комитета КП(б)Б от 6 мая 1937 года, автор пишет, что местные власти несколько раз пытались собрать подписи за закрытие костёла, но безуспешно. Костёльный совет возглавлял инвалид по зрению, в состав совета входило даже несколько колхозников. В Фащавке по инициативе властей были построены: МТС (машинно-тракторная станция), двухэтажная средняя школа, большой магазин, проведено электричество, но это не смогло повлиять на религиозность населения.

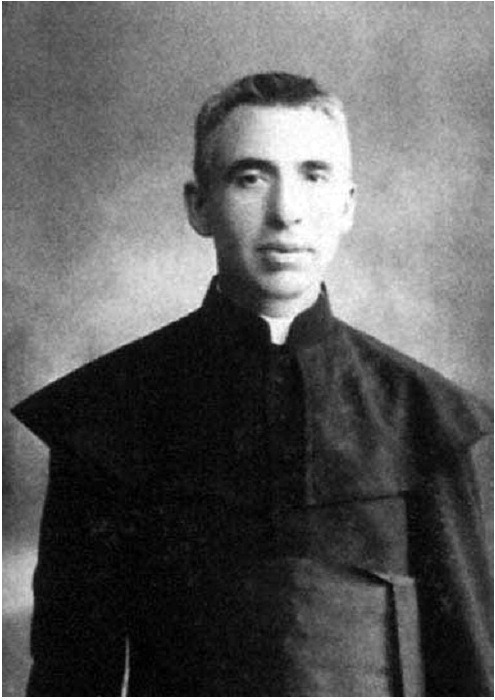
Ксёндз Пётр Янукович (1863—1937). Фото 1910-х гг. (?)

Наиболее распространенным источником информации о событиях, приведших к фактическому завершению существования прихода, являются записи о. Кароля Томецкого, сделанные в 1994—1996 годах на основе бесед с прихожанами в Фащевке.
Согласно о. Томецкому, 13 июня 1937 года, во время последнего традиционного паломничества на храмовый праздник Св. Антония в Могилёв, когда туда отправилась большая часть жителей, неизвестные преступники вломились в костёл и похитили икону Фащевской Божией Матери из главного алтаря. Фразу «неизвестные преступники» о. Томецкий берёт в кавычки, подразумевая, что за этим поступком стояли люди, связанные с властями. Продолжением событий стал арест 9 октября 1937 года фащевского священника Петра Януковича, кроме него «за костёл» забрали ещё 13 прихожан, в том числе председателя костёльного комитета Игната Давидовича, органиста Мартина Секацкого, а также отца и сына Крупенко. В сносках Томецкий отметил, что об Игнате Давидовиче он узнал из публикации местного краеведа А. П. Грудино, остальных ему назвали сами фащевские прихожане. После судебного процесса, который был описан в шкловских газетах, их всех расстреляли в течение недели.
Однако в свете других источников последовательность тех событий выглядит несколько иначе.
В исследованиях по истории массовых репрессий (Р. Дзвонковский, Л.В. Моряков), основанных на документальных источниках, утверждается, что фащевский ксёндз Петр Янукович был арестован на 4 месяца раньше — 9 июня 1937 года, постановлением Комиссии НКВД и прокурора СССР 25 августа 1937 года приговорен к смертной казни как мнимый руководитель повстанческой ячейки Польской военной организации (ПОВ) в Шкловском районе. Он был расстрелян через два дня, 27 августа 1937 года, в Минске, вместе с несколькими другими католическими священниками. Согласно Л. В. Морякову, о. Янукович был реабилитирован 22.03.1989 г. постановлением президиума Верховного суда БССР. Следственное дело № 9711 хранится в архиве Управления КГБ по Могилёвской области.
Томецкий был в курсе этой информации и приводит её в сносках, но в основном тексте брошюры решил придерживаться устного варианта, который имел хождение в Фащевке. В таком случае похищение иконы Богородицы Фащевской, если оно действительно имело место, произошло через четыре дня после ареста священника и, возможно, наиболее активных прихожан, в то время как остальные участвовали в паломничестве в Могилёв, и могло носить чисто криминальный характер, поскольку во всех отношениях момент был очень удачным для воров — костёл на определенное время остался без пристального присмотра. Тем более, подобная кража уже случалась в 1912 году, когда серьёзных преследований со стороны властей не было.
Что касается ареста прихожан, то в случае с Игнатом Давидовичем краевед А. П. Грудино, на которого ссылается о. Томецкий, в своей публикации не приводит дату этого события. Грудино в свою очередь ссылается на историко-документальную хронику «Память: Шкловский район», где отмечено, что председатель костёльного совета Игнат Августович Давидович (1904 г. р., д. Кривель) был арестован и расстрелян гораздо раньше, в 1933 году. В перечне использованной о. Томецким литературы нет книги «Память: Шкловский район», следовательно первоисточником он не пользовался и ошибочно отнёс арест Давидовича к 1937 году. Хотя книги серии «Память» часто содержат ошибки и неточности, если Игнат Давидович действительно был расстрелян в 1933 году, то репрессии, направленные против католической церкви, начались в фащевском приходе несколькими годами ранее.
Всего в списке необоснованно репрессированных жителей Шкловского района, напечатанном в книге «Память: Шкловский район», упоминается 72 человека из фащевского прихода, 15 из которых аналогично случаю фащевского ксендза о. Януковича были осуждены в 1937 году, а реабилитированы после пересмотра дела в 1989 году. Количество репрессированных практически совпадает с данными о. Томецкого (14 человек), в списке упомянуты уже известные по рассказам прихожан Мартин Секацкий и отец с сыном Крупенко (Якуб и Антон):
| №  | Фамилия                  | Имя                    | Отчество      | Год рождения | Место рождения | Род занятий               | Осуждён | Приговор       | Реабилитация |
| -- | ------------------------ | ---------------------- | ------------- | ------------ | -------------- | ------------------------- | ------- | -------------- | ------------ |
| 1  | Давидович                | Суплициан (Симплициан) | Августович    | 1907         | Кривель        | грузчик райпотребсоюза    | 1937    | Расстрел       | 1989         |
| 2  | Желакович                | Антон                  | Петрович      | 1898         | Фащевка        | единоличник               | 1937    | Расстрел       | 1989         |
| 3  | Желакович-Колос          | Анеля                  | Леоновна      | 1900         | Фащевка        |                           | 1937    | Расстрел       | 1989         |
| 4  | Козловский               | Константин             | Иванович      | 1884         | Кривель        | без определённых занятий  | 1937    | Расстрел       | 1989         |
| 5  | Кальчевский              | Степан                 | Андреевич     | 1861         |                | единоличник               | 1937    | Расстрел       | 1989         |
| 6  | Крупенько                | Антон                  | Якубович      | 1909         | Дубровка       | колхозник                 | 1937    | Расстрел       | 1989         |
| 7  | Крупенько                | Якуб                   | Александрович | 1863         | Дубровка       | колхозник                 | 1937    | Расстрел       | 1989         |
| 8  | Крупенько                | Ипполит                | Станиславович | 1865         | Саськовка      |                           | 1937    | Расстрел       | 1989         |
| 9  | Миколуцкий               | Степан                 | Иванович      | 1894         | Саськовка      | единоличник               | 1937    | 10 лет лагерей | 1989         |
| 10 | Праволоцкий (Правлоцкий) | Антон                  | Станиславович | 1894         | Слободка       | колхозник                 | 1937    | 10 лет лагерей | 1989         |
| 11 | Секацкий                 | Венедикт               | Амброжеевич   | 1872         | Новые Чемоданы | единоличник               | 1937    | 10 лет лагерей | 1989         |
| 12 | Секацкий                 | Яков                   | Игнатович     | 1874         | Чемоданы       | колхозник                 | 1937    | Расстрел       | 1989         |
| 13 | Секацкий                 | Мартын (Мартин)        | Викентьевич   | 1884         | Дубровка       | колхозник                 | 1937    | Расстрел       | 1989         |
| 14 | Янукович                 | Пётр                   | Иванович      | 1863         |                | ксёндз фащевского костёла | 1937    | Расстрел       | 1989         |
| 15 | Янукович                 | Суплициан (Симплициан) |               | 1891         | Фащевка        | колхозник                 | 1937    | 10 лет лагерей | 1989         |

После ареста о. Януковича костёлом ещё некоторое время пользовалась католическая община. В протоколе заседания бюро ЦК КП(б)Б от 5 августа 1937 года фащевский костёл значится в списке из 17 католических храмов, ещё действовавших в то время на территории БССР. Членам бюро М. И. Стакуну (председатель ЦИК БССР), Б. Д. Берману (народный комиссар внутренних дел БССР) и Л. А. Готфриду (заведующий отделом партийной пропаганды и агитации  ЦК КП(б)Б) было поручено пересмотреть данный список с той целью, чтобы оставить костёлы только в городах со значительным числом католического населения и не более одного в городе.
В докладной записке по вопросу о костёлах на имя исполняющего обязанности первого секретаря ЦК КП(б)Б Я. А. Яковлева от 7 августа 1937 года Л. А. Готфрид писал, что в Шкловском районе не осталось действующих православных храмов, шкловский костёл был конфискован под склад конторы «Заготзерно», а фащевский костёл действует беспрепятственно.
В той же записке приводятся сведения о попытках властей местного уровня ещё до ареста священника конфисковать здание костёла, которые имели совершенно противоположный и неожиданный для функционеров эффект :

В текущем году под воздействием Фащевского с/с произведен ремонт костела на 50 000 руб. Директор Фащевской МТС, член партии, рассказывает, как они заставили ксендза сделать капитальный ремонт костела. Он говорит: «Мы предложили ксендзу сделать капитальный ремонт костела, имея в виду, что он этого не выполнит и тогда мы сделаем изъятие костела, а оказалось, что в двухдневный срок костельный совет собрал около 60 000 руб. и в декаду произвел ремонт».
Таким образом, сельсовет и партийная организация объективно оказали содействие ксендзу в ремонте костела.
21 августа 1937 года комиссия в составе Стакуна, Бермана и Готфрида направила в бюро ЦК КП(б)Б  отчёт о выполнении постановления бюро от 5 августа 1937 года по вопросу костёлов. Согласно отчёту, ни одно учреждение, за исключением НКВД, не имело даже приблизительных сведений о костёлах, общинах верующих при костёлах и их деятельности, а распад этих общин и закрытие костёлов с 1930 года происходили почти исключительно в результате работы органов НКВД, направленной против деятельности ксендзов и лидеров католических общин. По состоянию на 20 августа 1937 года действующих костёлов в БССР оставалось всего 11, среди которых храм в Фащевке, где собирались верующие из Шкловского и соседних районов, несмотря на арест священника. Общее количество посещающих оценивалось в 150—200 человек. Комиссия предложила закрыть 8 храмов и оставить открытыми 3 —  кальварийский костёл в Минске, костёлы в Могилёве и Фащевке.
На заседании бюро ЦК КП(б)Б 7 октября 1937 года вновь обсуждался вопрос костёлов. В условиях нарастающего психоза по разоблачению «польских шпиков, вредителей и диверсантов» главный докладчик, председатель ЦИК БССР М. И. Стакун, настаивал на окончательном закрытии костёлов. Подводя итоги обсуждения, присланный недавно из Москвы исполняющий обязанности первого секретаря КП(б)Б А. А. Волков отметил, что «наша задача — закрыть польские костёлы в БССР», «работу нужно проводить и намеченные мероприятия осуществить». В принятом в тот же день постановлении бюро ЦК КП(б)Б «О положении антирелигиозной пропаганды в Беларуси» местным партийным органам была дана установка на дальнейшее наступление на католическую конфессию.
Таким образом, не смотря на отсутствие священника, костёл в Фащевке ещё некоторое время оставался в руках верующих и был одним из последних действующих католических храмов на территории довоенной БССР. Точная дата конфискации властями здания остаётся неизвестной.

### Уничтожение храма
В 1939 году экспедиция по учету памятников искусства по Могилевской области под руководством искусствоведа А. В. Виннера застала фащевский костёл в относительно хорошем состоянии. На фотографиях видны лишь незначительные повреждения: отсутствуют кресты на башнях и фронтонах, разбиты стекла в некоторых окнах второго этажа храма, отсутствует металлическое покрытие на вершине башен. Принадлежало ли в то время здание католической общине, по изображениям определить невозможно.
Сотрудник Музея истории Могилёва Ю. В. Прочаков без ссылки на источник информации утверждал, что после конфискации здания в бывшем костёле разместился колхозный гараж.

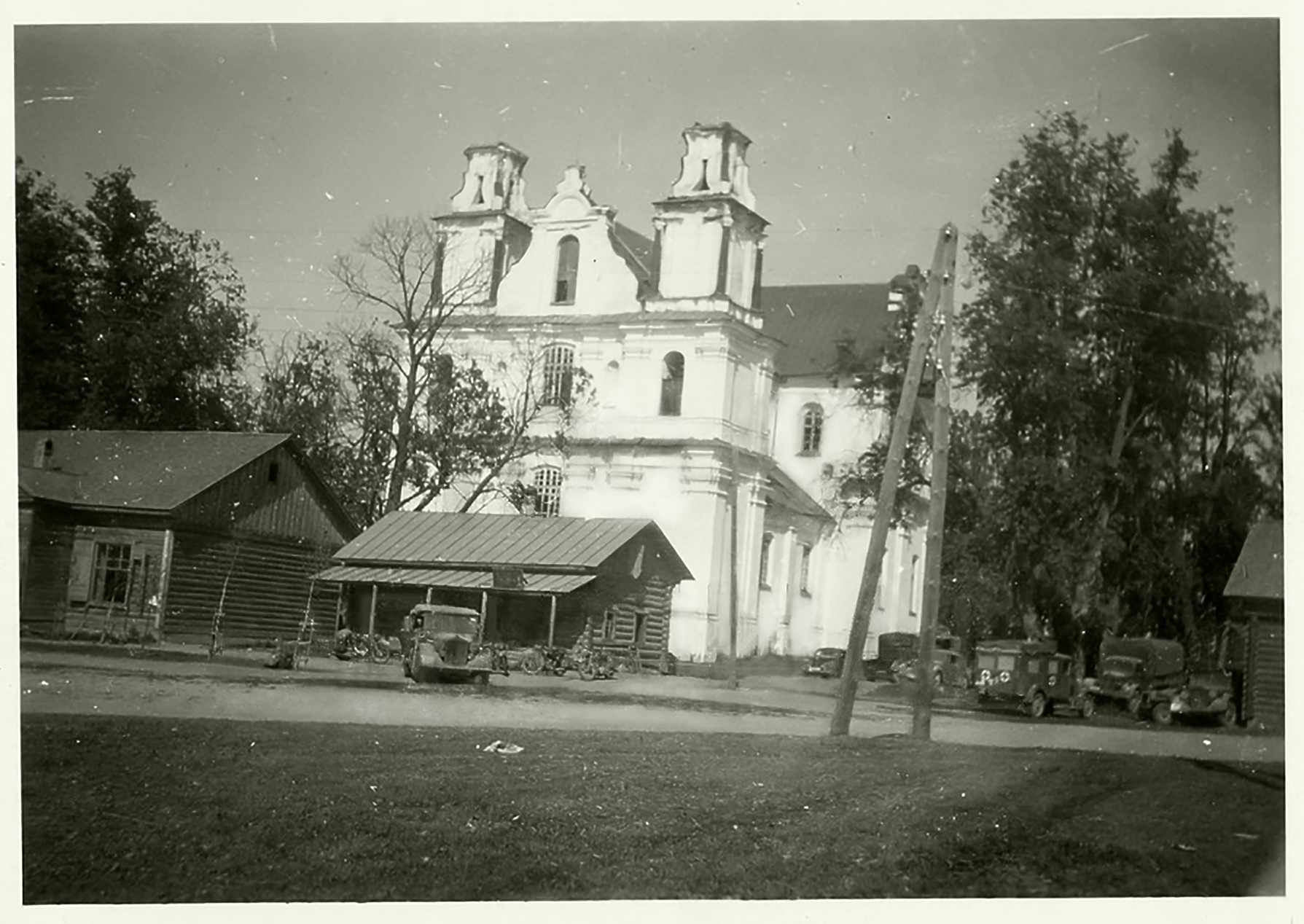
Костёл на снимке времён немецкой оккупации 1941-1944 гг.

Через современные публикации польских иезуитов распространяется мнение, что костёл якобы был разрушен во время Второй мировой войны, что не соответствует действительности, поскольку сохранились послевоенные фотографии храма, на которых не зафиксированы повреждения или хотя бы частичное разрушение храма. В 1991 году уроженец Саськовки Евгений Меркушевич вспоминал, что во время боев в окрестностях Фащевки в 1941 году люди прятались от взрывов в здании костёла. Подтверждали это также о. Томецкому жители  Фащевки в 1994—1996 годах.
Помимо фотографий из экспедиции 1939 года, в фондах Церковно-исторического музея при Минской духовной академии хранится паспорт памятника архитектуры, составленный А. В. Виннером в 1945 году на основе довоенных черновиков, а также архитектурное заключение и научное описание. В паспорте отмечено, что костёл был передан под зерновой склад местной конторе «Заготзерно», первоначальный интерьер не сохранился, состояние здания хорошее. В архитектурном заключении и научном описании художественная ценность фащевского костёла отрицается:

Являясь типичным образцом католической барочной архитектуры XVIII в. в Белоруссии, здание б. костела иезуитов в с. Фащевка характеризуется сухостью и однообразием своих архитектурных форм и имеет ярко выраженный подражательный характер всей своей архитектуры. Все это делает это здание малоинтересным архитектурным объектом. Здание государственной охране не подлежит.
Хотя упомянутые бумаги происходят из частной коллекции и выглядят как черновики или проекты итоговых документов, однако на момент их составления, а именно в 1943—1947 годах, Виннер работал в Главном управлении по охране памятников архитектуры Комитета по делам архитектуры при СНК СССР (с 1946 г. — при Совмине СССР), т.е. имел непосредственное отношение.
С высокой долей вероятности можно предполагать, что его выводы оказали негативное влияние на дальнейшую судьбу костёла. Памятник архитектуры XVIII в. был оставлен на произвол судьбы без внимания и защиты со стороны государства.
В брошюре о. Томецкого, находим информацию о том, что после войны появилась идея сделать в костёле клуб, но якобы под давлением общего сопротивления местных жителей от такого намерения отказались, а клуб построили рядом. Однако в интервью 2013 года восьмидесятилетний житель Фащевки Виктор Реентович утверждает, что сразу после войны костёл использовался как зернохранилище для этой части Шкловского района, а зимой зерно оттуда вывозилось в Шклов. Определённое время храм выполнял функцию сельского клуба, где артисты из Шклова давали концерты, проходили кинопоказы. Позже в здании устроили мельницу. Через некоторое время местный колхоз стал хранить в костёле сено.

Таким образом, в послевоенные годы здание костёла довольно активно использовалось в хозяйственных целях, что подтверждается как документальными источниками (зернохранилище конторы «Заготзерно»), так и устными (зернохранилище, клуб, мельница, склад), поэтому сведения о. Томецкого о якобы имевшей место защите святыни со стороны жителей Фащевки сомнительны. Возможно, местные власти отказались от использования костёла лишь тогда, когда это было уже просто опасно из-за плохого состояния здания.

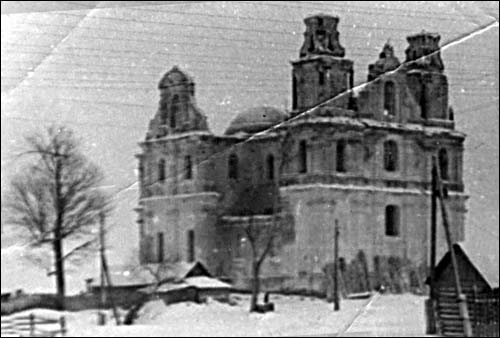
Костёл на снимке 1960-х гг. Автор: Владимир Рудиков

На одной из фотографий 1960-х годов отчётливо видно, что костёл стоит без крыши и уже имеет определенные признаки естественного разрушения. В таком — близком к аварийному — состоянии здание вряд ли использовалось в хозяйственных целях. Возможно, приблизительно так выглядел костёл незадолго до разрушения.
Никто до сих пор не пытался выяснить на основе архивных источников настоящие причины и обстоятельства разрушения фащевской святыни. Известная информация на этот счёт опирается исключительно на устные свидетельства, записанные 1994—1996 годах о. Каролем Томецким, и не выглядела достоверной даже в галазах автора,  который отмечал, что сбор сведений был чрезвычайно трудным, поскольку со временем давние события забываются и переиначиваются.
В беседах с жителями Фащевки о. Томецкий пытался узнать точный день разрушения святыни. Собеседники назвали сомнительные даты, приходившиеся на зиму или раннюю весну в период между 1953 и 1969 годами. Наиболее вероятной датой разрушения костёла, которую подтвердили сразу несколько человек, о. Томецкий посчитал 24 декабря 1967 года.
Томецкий утверждает, что власти неоднократно пытались взорвать костёл, но всегда безуспешно. Препятствием была толщина стен, составлявшая 1,4 метра. Только приглашённая из Ленинграда женщина-подрывник, заложившая 150 зарядов, смогла осуществить это намерение. Всё произошло неожиданно и в то же время было кем-то спланировано, потому что удивлённых жителей эвакуировали из непосредственной близости от храма, окна заклеили бумагой, а некоторые оконные стёкла вынули. Причиной уничтожения называлась угроза обрушения здания на игравших внутри детей, а также тот факт, что костёл оказался на пересечении новых дорог из Фащевки на Старые Чемаданы.
В брошюре о. Томецкого цитируется воспоминание о взрыве неизвестного свидетеля:

Костёл немного приподнялся и опал. Снег был красный, как кровь, от кирпичной пыли из взорванного костёлаОригинальный текст (бел.)Касцёл крыху ўзняўся і апаў. Снег быў чырвоны, як кроў, ад цаглянага пылу з узарванага касцёла

Спустя более чем три десятилетия после тех событий Евгений Меркушевич так описал результат работы подрывников:

И вот однажды,  в начале 70-х годов, подъезжая к родным местам, я не увидел из окна автобуса этого величественного здания. Прошёл через лесок и увидел огромную кучу кирпичей и мусора — это были руины костёла. Деревня Фащевка показалась не той. Стояли маленькие убогие домишки, сараи. Ходили куры, мычали коровы, сновали люди. Но всё это казалось серым, мрачным, бессмысленным и никому ненужным. Я заплакал.Оригинальный текст (бел.)І вось аднойчы, у пачатку 70-х гадоў, пад’язджаючы да родных мясцін, я не ўбачыў з акна аўтобуса гэтага велічнага будынка. Прайшоў праз лясок і ўбачыў вялізную кучу цэглы і смецця — гэта былі руіны касцёла. Вёска Фашчаўка здалася не той. Стаялі маленькія ўбогія хацінкі, пуні. Хадзілі куры, мычэлі каровы, снавалі людзі. Але ўсё гэта здавалася шэрым, змрочным, бессэнсоўным і нікому непатрэбным. Я заплакаў.

Сейчас через место, где стоял костёл, проходит дорога местного значения Н-11586 Городок – Кривель – Фащевка – Старые Чемоданы. В интервью 2013 года Виктор Реентович отмечал, что обломками и кирпичами от разрушенной святыни подсыпали дорогу.
Воспоминания местных жителей о взрыве фащевской святыни перекликаются с событиями, связанными с уничтожением в 1961 году Фары Витовта в Гродно. Для взрыва гродненского храма были приглашены специалисты из Ленинграда, а именно бригада предприятия «Ленвзрывпром». Прораб ленинградской бригады был назначен руководить взрывом. Свидетели вспоминали, что вместе с прорабом работала молодая девушка-подрывник. В народной памяти вина за разрушение костёла возлагается именно на неё. Возможно, та же ленинградская бригада через несколько лет взрывала фащевский костёл.
Касательно взрыва костёла среди жителей ходили различные слухи. Например, говорили, что женщина-подрывник погибла во время очередных подобных работ или якобы на следующий день после разрушения святыни по почте пришло решение высшей инстанции о сохранении храма как памятника.

## Архитектура
В церкви было одиннадцать алтарей. В главном алтаре находилась икона Божией Матери Фащевской (Хващовской), считавшаяся чудотворной.

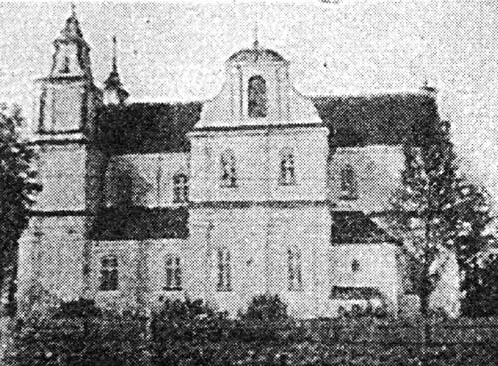
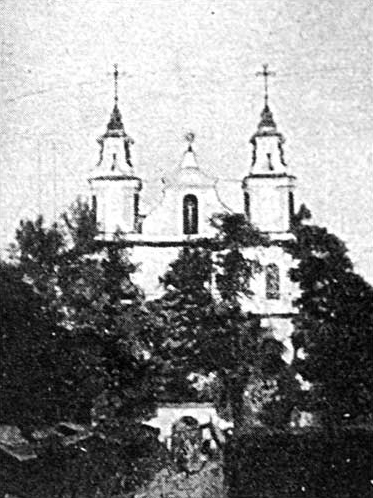
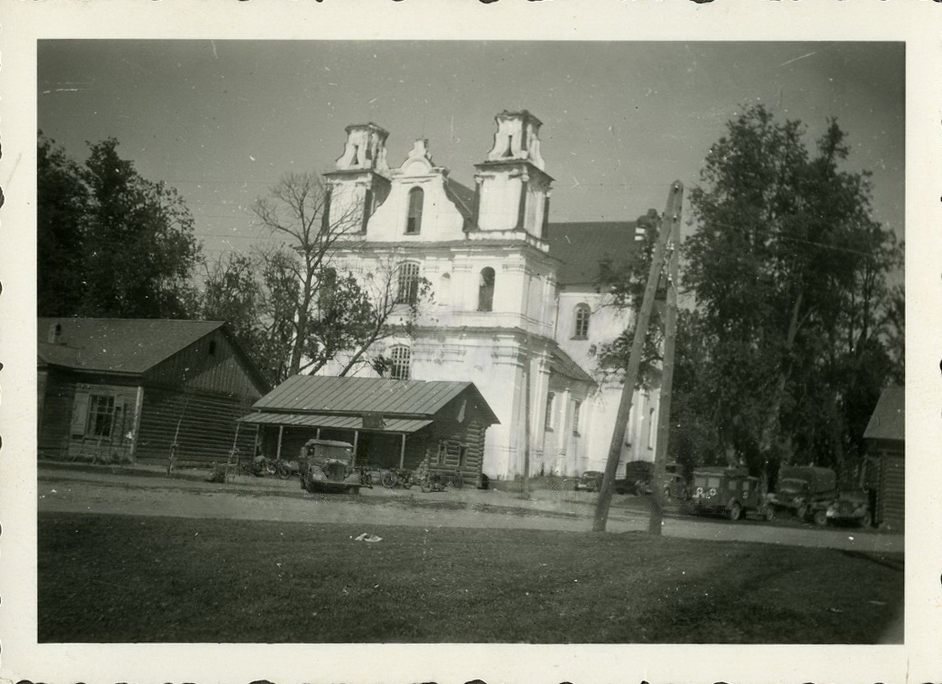
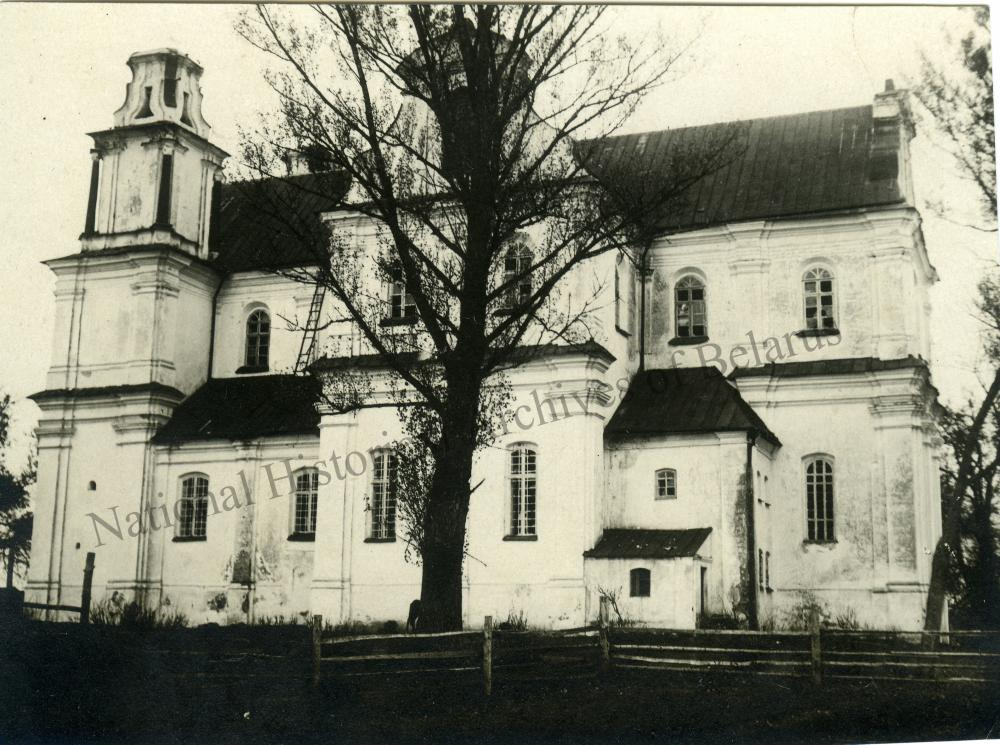
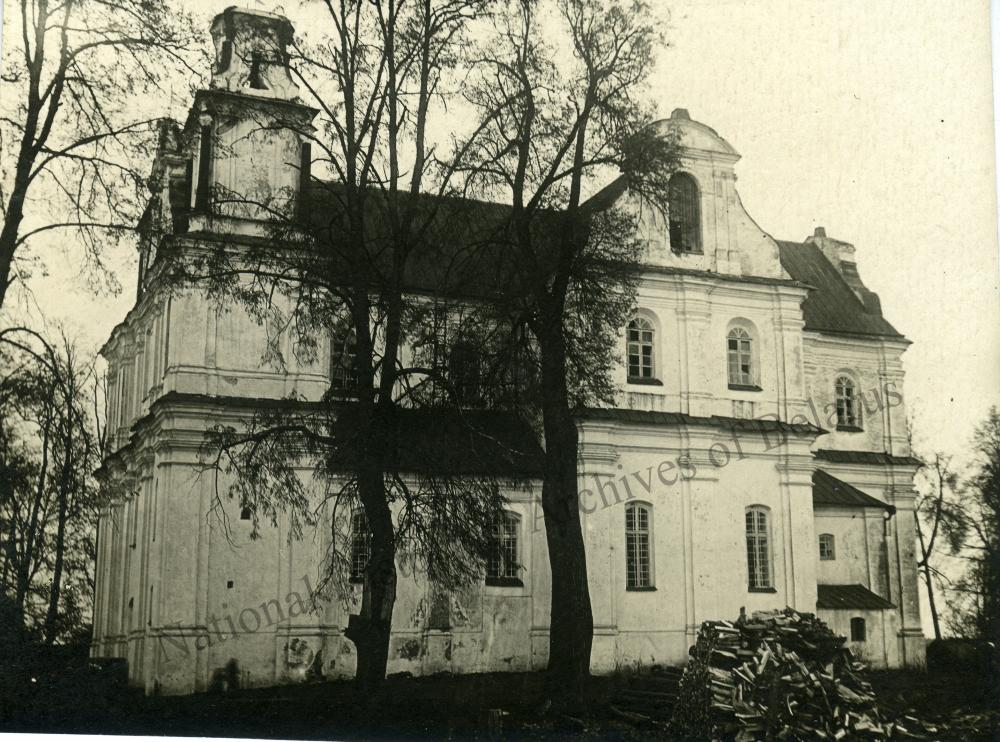
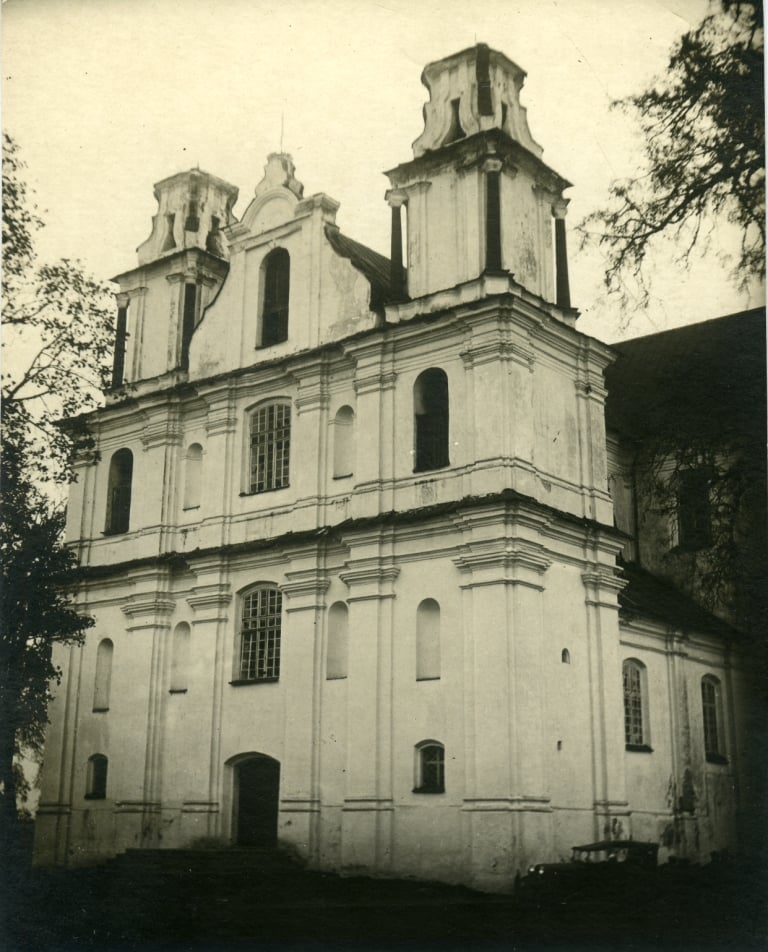

## Приход
Хотя католическая община, вероятно, существовала уже в 1630-х годах, самостоятельный приход учреждён только в 1776 году. До этого времени фащевский костёл оставался филиальным костёлом прихода в Орше.
До 1820 года приход обслуживали отцы-иезуиты Оршанского коллегиума.
После ареста и расстрела священника в 1937 году приход в скором времени прекратил свое существование, возрождение приходской жизни началось в 1989 году.
В нынешней структуре Минско-Могилёвского архидиоцеза на территории исторического фащевского прихода действуют два прихода:
- Приход Посещения Пресвятой Девой Марией Святой Елизаветы в Фащевке;
- Приход Воздвижения Креста Господня в Княжицах.

Обычно настоятелем в Шклов, Фащевку и Княжицы назначается один священник.

### Территория
В 1910 г. приход состоял из деревень Фащевка, Княжицы, Слободка, Кривель, Чемоданы, Дубровка, Саськовка, немногочисленных шляхетских околиц и деревни Софийск, заселённой литовскими колонистами.

### Количество прихожан
В 1910 г. количество прихожан превышало 3200 человек.

## Священники

### Настоятели и администраторы
| Период                  | Священник                           | Должность     | Комментарий                                                                            |
| ----------------------- | ----------------------------------- | ------------- | -------------------------------------------------------------------------------------- |
| 1842                    | Варпутянский Виктор OFM             |               | Единичное упоминание                                                                   |
| 1860                    | Кевлич Пётр                         | администратор |                                                                                        |
| 1863                    | Кржижановский Андрей                | настоятель    | Единичное упоминание                                                                   |
| 1876                    | Голкевич Иосиф                      | настоятель    | В 1884 году упомянут как мансионарий в Фащевке.                                        |
| 06.12.1879-1880         | Малаховский Адольф                  |               | Покинул Фащевку в октябре 1880 года.                                                   |
| 1884                    | Дзерожинский Бернард                | администратор |                                                                                        |
| 1894-1897               | Войцеховский Иосиф                  | администратор |                                                                                        |
| 1900-1902               | Карпович Павел Ксаверьевич          | администратор |                                                                                        |
| 1902-1903               | Чайковский Фома                     |               |                                                                                        |
| 1903-1908               | Усанис Иосиф                        |               |                                                                                        |
| 28.06.1908 — 11.12.1908 | Миржвинский Владислав Александрович | администратор | Как минимум до 04.01.1909 года находился в Фащевке                                     |
| 1908-1911               | Мацулевич Антоний                   |               |                                                                                        |
| 1911-1922               | Боровик Ян Антонович                | настоятель    | 20.04.1911 года принял костёл от о. Мацулевича. До 21.01.1922 года находился в Фащевке |
| 1922-09.02.1924         | Сак Александр Николаевич            | администратор | Возглавил приход не позже 19.02.1922 года.                                             |
| 1924-?                  | Война Стефан                        |               | Единичное упоминание                                                                   |
| 1924-1929 (?)           | Шацилло Альбин Альбинович           | администратор |                                                                                        |
| 1926 (?)                | Янукович Пётр Иванович              |               | Единичное упоминание                                                                   |
| 1933-09.06.1937         | Янукович Пётр Иванович              |               | Вероятно, одновременно руководил шкловским и фащевским приходами                       |

### Викарные священники
| Период                  | Священник                           | Должность | Комментарий |
| ----------------------- | ----------------------------------- | --------- | --- |
| 1860                    | Кржижановский Андрей                | викарий   | |
| 1860                    | Кайревич Доминик                    | викарий   | |
| 1876                    | Карковский Адам                     | викарий   | |
| 18.04.1908 — 28.06.1908 | Миржвинский Владислав Александрович | викарий   | Назначен администратором 28.06.1908 года.                                                                          |
| 1916                    | Гратовский Витольд                  |           | Священник Плоцкой диоцезии, командированный в Фащевку для обслуживания религиозных потребностей беженцев-католиков |
| 21.06.1917-09.1917      | Сак Александр Николаевич            | викарий   | |

### Литературные источники
1. ↑  Красовский, 2017, с. 247-250.
2. ↑  Красовский, 2020, с. 50-59.
3. ↑  Красовский, 2018, с. 24-33.
4. ↑  Красовский, 2017, с. 249.
5. ↑  Красовский, 2017, с. 248.
6. 1 2 3  Красовский, 2017, с. 250.
7. ↑  Заленский, 1905, с. 1061-1062.
8. 1 2  Красовский, 2017, с. 250—251.
9. 1 2 3 4  Красовский, 2017, с. 251.
10. ↑  Заленский, 1905, с. 1063.
11. ↑  Пашенда, 2013, с. 161-162.
12. 1 2  Заленский, 1906, с. 352.
13. ↑  Письмо из Советской России, 1930, с. 2.
14. ↑  Антирелигиозник, 1930, с. 115.
15. 1 2 3 4  Красовский, 2018, с. 32.
16. ↑  Дзвонковский, 1998, с. 460.
17. ↑  Дзвонковский, 1998, с. 262.
18. 1 2 3  Красовский, 2018, с. 32-33.
19. ↑  Пушкин, 2018, с. 226.
20. ↑  Томецкий, 2002, с. 13, 22.
21. ↑  Дзвонковский, 1998, с. 261-263.
22. 1 2 3  Моряков, 2008, с. 477.
23. ↑  Томецкий, 2002, с. 22.
24. ↑  Красовский, 2020, с. 55-56.
25. ↑  Грудино, 2002, с. 27-28.
26. ↑  Память, 1998, p. 141-155.
27. ↑  Томецкий, 2002, p. 22-23.
28. ↑  Куликович, 2023, p. 135.
29. 1 2  Память, 1998, с. 137-155.
30. ↑  Лебедев, 2009, с. 376.
31. 1 2  Лебедев, 2009, с. 377.
32. ↑  Лебедев, 2009, с. 379-382.
33. ↑  Конфессии, 1998, с. 191.
34. ↑  Прочаков, 1998, с. 203.
35. ↑  Пашенда, 2013, с. 161.
36. ↑  Бесь, 2016, с. 116.
37. 1 2  Томецкий, 2002, с. 13.
38. ↑  Врублевский, 2017, с. 84-85.
39. ↑  Фирсова, 2007, с. 69-70.
40. ↑  Томецкий, 2002, с. 15.
41. 1 2 3 4  Томецкий, 2002, с. 14.
42. ↑  Меркушевич, 1991.
43. 1 2  Красовский, 2017, с. 247.
44. 1 2  Красовский, 2020, с. 56.
45. 1 2 3  Ordo, 1860, с. 85.
46. 1 2  Ordo, 1876, с. 112.
47. 1 2  Ordo, 1884, с. 150.
48. ↑  Красовский, 2020, с. 57.
49. ↑  Красовский, 2018, с. 25.
50. ↑  Directorium, 1896, с. 178.
51. ↑  Directorium, 1897, с. 224.
52. ↑  Моряков, 2008, с. 214.
53. ↑  Красовский, 2020, с. 54.
54. ↑  Моряков, 2008, с. 605.
55. ↑  Красовский, 2018, с. 28-30.
56. ↑  Красовский, 2018, с. 30.
57. ↑  Красовский, 2020, с. 55.
58. 1 2 3  Красовский, 2018, с. 31.
59. ↑  Красовский, 2018, с. 31-32.
60. ↑  Моряков, 2008, с. 365.
61. ↑  Моряков, 2008, с. 446.
62. ↑  Красовский, 2018, с. 28.
63. ↑  Directorium, 1916, с. 75.
64. ↑  Моряков, 2008, с. 364.

### Онлайн источники
1. 1 2  Фащевский костёл: тема на форуме проекта "Вилейский уезд",
2. ↑  Faszczówka,
3. ↑  Пятьдесят лет без Фары Витовта,
4. ↑  Знішчэнне Фары Вітаўта ў вусных успамінах,

### Диоцезиальные справочники
- Ordo horarum canonicarum et missarum pro archidiocesi Mohiloviensi in annum domini 1861 (лат.). — Vilnae: Typis Josephi Zawadzki, 1860. — 136 с.
- Ordo divini officii et missarum pro archidiocesi Mohiloviensi in annum domini 1877. — Petropolis, 1876. — 152 с.
- Ordo divini officii et missarum pro archidiocesi Mohiloviensi in annum domini 1885. — Вильно: Типографія п.ф. Осипа Завадзкаго, 1884. — 231 с.
- Directorium divini officii et missarum pro archidiocesi Mohiloviensi nec non pro ecclesiis Minscensibus in annum domini 1897. — Вильна: Типографія Іосифа Завадзкаго, 1896. — С. 270.
- Directorium divini officii et missarum pro archdiocesi Mohiloviensi in annum domini 1898. — Вильна: Тип. п.ф. І. Завадзкаго, 1897. — 317 с.
- Directorium divini officii et missarum pro archdiocesi Mohiloviensi nec non pro diocesi Minscensi in annum domini 1917. — Tow. Akc. Sztuki Drukarskiej w Piotrogrodzie, 1916.